# Fanendo Adi
Fanendo Adi (* 10. října 1990, Lagos) je fotbalový útočník z Nigérie, který od ledna 2020 hraje v klubu Columbus Crew v americké Major League Soccer. Na klubové úrovni působil na Slovensku, Ukrajině, v Dánsku a USA.

## Klubová kariéra
S fotbalem začal v Nigérii v týmu Lagos Islanders, poté hrál za Union Bank.

### FK AS Trenčín
Ještě v mládežnickém věku odešel do Evropy do slovenského klubu FK AS Trenčín.

### Angažmá na Ukrajině
V roce 2011 přestoupil z Trenčína do klubu FK Metalurh Doněck, odkud později hostoval v Dynamu Kyjev. Na Ukrajině hrál i za tým SK Tavrija Simferopol. Ani v jednom z těchto klubů se však výrazněji neprosadil.

### FK AS Trenčín (návrat)
Na podzim 2012 se vrátil z Ukrajiny jako volný hráč zpět do AS Trenčín. V jeho dresu vstřelil 13. července 2013 první hattrick Corgoň ligy 2013/14 (1. kolo) proti FC Nitra.
V domácí odvetě druhého předkola Evropské ligy 2013/14 25. července 2013 otevřel skóre proti hostujícímu švédskému celku IFK Göteborg a následně přidal i druhý gól. AS Trenčín vyhrál 2:1 a postoupil do 3. předkola, neboť první zápas v Göteborgu skončil bezbrankovou remízou. V odvetě třetího předkola Evropské ligy 8. srpna 2013 se jednou brankou podílel na remíze 2:2 proti rumunskému týmu FC Astra Giurgiu, Trenčín po porážce 1:3 z prvního utkání doma ze soutěže vypadl. 11. srpna 2013 vstřelil v Corgoň lize další hattrick při výhře 6:0 nad DAC 1904 Dunajská Streda, tento zápas však figuroval mezi výsledkově zmanipulovanými v sázkařské kauze, která se v Corgoň lize objevila v září 2013.

### FC Kodaň
Dánský klub FC Kodaň, účastník Ligy mistrů 2013/14, oznámil 17. srpna 2013, že podepsal s Adim čtyřletou smlouvu. Fanendo dostal v klubu dres s číslem 12. Hned při svém ligovém debutu 25. srpna proti Vestsjaellandu skóroval, v 6. minutě vstřelil úvodní gól zápasu. Nebyl vítězný, neboť hostující tým srovnal na konečných 1:1. Postupně však začal hrát čím dál méně.

### Portland Timbers
V květnu 2014 se stal posilou amerického klubu Portland Timbers hrajícího soutěž Major League Soccer. Odešel na hostování s opcí. 23. června 2014 do Portlandu přestoupil a stal se pevnou součástí týmu.